# 2025年武汉大学持刀袭击事件
2025年6月4日，湖北省武汉大学发生持刀袭击事件，目击者称最少3人受伤。该事件的起因疑为学生未通过论文答辩，該學生在网上发出袭击预告。。

## 事件背景
疑犯在事发前疑在微信朋友圈发布袭击预告。网传照片显示，名为“朱湛”的微信账号在微信朋友圈发文称，由于论文写作出现问题，在答辩前一日被教授要求进行大改，因此只能推后进行二次答辩，自认为遭受不公对待。 随后嫌犯在该则贴文称自己「只能去食堂刀人了」，要找「幸運觀眾」上路，并称“坐视不公的发生，每个人都有份”。

## 事件过程
当日下午，疑凶持刀冲入武汉大学食堂，并对食堂内的人进行无差别袭击，与保安及职员对峙。期間，有多人負傷衝出食堂。在场民众随後搬动食堂内的桌椅，围堵疑犯。有消息指，疑犯被围堵后用刀割頸，企图自杀，但并未成功。

## 後續
根据6月6日由武汉市公安局洪山区分局发布的警方通报，犯罪嫌疑人被警方当场控制，其供认犯罪事实，被采取刑事强制措施。 警方称案件正在进一步侦办中。 
6月4日，有關該事件的話題在中国大陆广泛傳播，但在中国大陆相關圖片已被刪除或限制轉發。